# Contea di Peoria
La contea di Peoria ( in inglese Peoria County ) è una contea dello Stato dell'Illinois, negli Stati Uniti. La popolazione al censimento del 2000 era di 183 433 abitanti. Il capoluogo di contea è Peoria.